# 立賢里
立賢里為台灣台北市北投區轄下之一里。

## 基本資料
- 人口數：5932 人(男性：2793 人 ；女性：3139 人 )
- 土地面積：0.4232 (平方公里)
- 戶數：2028 戶
- 鄰數：16 鄰

## 里界
- 東至：尊賢街與尊賢里為界
- 西至：雙溪舊河道與洲美里為界
- 南至：實踐街與吉慶里為界
- 北至：吉利街與立農里為界

## 歷史沿革
本里原為尊賢里的一部份，行政區域屬台北縣北投鎮，後改隸陽明山管理局管轄，因人口逐漸增加，民國70年4月1日以尊賢街為界成立一個里。